# إيميل نورمان
إيميل نورمان (بالإنجليزية: Emile Norman)‏ هو فنان أمريكي، ولد في 22 أبريل 1918 في كاليفورنيا في الولايات المتحدة، وتوفي في 24 سبتمبر 2009 في مونتيري في الولايات المتحدة.